# Кежмарські пагорби
Кежмарські пагорби (Kežmarská pahorkatina) — гірський масив в Словаччині; геоморфологічна підодиниця масиву Попрадська улоговина. Середні висоти — 600—750 метрів.. Місце розташування — Пряшівський край.